# 박미옥
박미옥(1968년~)은 대한민국의 전직 경찰공무원이다. 여성 경찰공무원 최초로 강력계에서 경감 계급으로 승진하였고,  최초로 강력계장을 맡았다. 만삭 의사 부인 살해 사건, 한강변 여중생 살인, 신창원탈옥 사건, 유영철 연쇄 살인 등 세간의 주목을 받은 강력 사건 해결에 핵심적인 역할을 수행하였다.

## 생애
경상북도 영덕에서 7남매 중 막내로 태어났다. 대구에서 결혼한 언니 오빠 집에 살면서 고등학교를 다녔다. 집안 형편으로 대학에 진학하지 않고 순경 공채 시험에 응시하였다. 몇년 후 1991년 9월 서울지방경찰청에서 여자형사기동대를 창설할 때 지원하여 선발되었다. 지원하라는 김강자 경감의 권유를 받기도하였다. 박미옥은 금세 강력계 형사로 자리잡았다. 순경에서 경장 진급 때는 1년간 범인 검거 실적이 가장 우수했으며 경위까지 9년 만에 진급했다. 이 시기 청송교도소 출신 남치범, 탈주범 신창원, 정필호 등을 검거하였다. 이후 양천경찰서 마약범죄수사팀장, 마포경찰서, 강남경찰서,강서경찰서 강력계장등을 맡았고 2019년 1월 경정으로 심사승진하여 제주동부경찰서 형사과장으로 근무했었다가 2021년 제주특별자치도경 서귀포경찰서 형사과장을 끝으로 명예퇴직했다.

## 일화
- 탈주범 신창원이 검거된 이후 박미옥은 다른 범죄 사건과 관련 있는지 조사하기 위해 그를 찾아갔다. 신창원은 박미옥을 보고 벌떡 일어나 90도로 인사하였다. 박미옥이 '나 알아요?'라고 하자 그는 '예, 미용실 여성 잡지에서 봤습니다'라고 하였다. 박미옥은 순간 검거 전에 신창원과 마주쳤다면 그가 쉽게 도망칠 수 있었겠구나 하고 생각했다.
- 2011년 1월 만삭 의사 부인 사망 사건 때는 피의자를 직접 조사하며 10시간 넘게 화장실도 가지 않고 기싸움을 벌였다. 욕조에 누워 숨져있는 부인 모습을 보는 순간 부자연스럽다고 느꼈고 여성으로서 직감적으로 타살 의심이 갔다.

## 어록
'강력계 형사라면 체력 좋고 싸움 잘하는 건 기본일 것 같은데 어떤가?'라는 기자의 질문에
| “ | 형사의 체력을 말한 땐 육체적 힘이 전부가 아니다. 진짜 체력은 '이골'이다. 우리는 밤 12시에 퇴근했다가도 새벽 2시에 나오라면 뛰어나와야한다. 큰 사건 터지면 그 상태로 하루 이틀, 때론 한 달 두달도 간다. 그런 식으로 잠 못자는 생활이 계속되고 위험한 상황에 처할 수도 있다. 하지만 단 1초 실수에 범인을 놓칠 수도 있는 법이다. 그건 용납할 수 없는 일이다. 형사는 그 팽팽한 긴장감을, 언제 끝날지 모를 그날까지 유지해야 한다. 이 모든 게 몸에 푹 배어 있어야 한다. 이골이 나지 않으면 버텨낼 수 없다는 건 그런 뜻이다. 그게 진짜 형사의 힘이다. | ” |